# النور عنقرة
النور عَنْقَرَةَ ، هو واحد من قادة الثورة المهدية في السودان. وعرف بخصال الشجاعة والكرم، تلقى تدريبه العسكري في مصر وعمل في خدمة الجيش التركي المصري بالسودان قبل أن يلتحق بالثورة المهدية في السودان، وقد عمل قائدا لحامية بارا.

## لقبه
ولُقَّب النور بعنقرة، وهو لفظ مشتق من كلمة «قنقر» باللهجة العربية السودانية وتعني سنبلة الدخن الممتلئة وهي كناية عن الكرم الفيّاض كما يطلق اللفظ على مؤخرة العنق الغليظة وتستخدم كنية عن القوة والضخامة ورغد العيش.

## ميلاده
ولد النور عنقرة في سنة 1836م، بمنطقة أبكر في العفاض بالولاية الشمالية.

## نسبه وإسمه بالكامل
اسمه بالكامل هو النور بن الملك محمد بن عبد الله أبوسوار، ويمتد نسبه حسب كتاب طبقات ود ضيف الله إلى إبراهيم جعل، المنتمي إلى عبد الله بن عباس بن عبد المطلب، وقبيلته هي البديرية الدهشمية العباسية. ولكن هناك من ينسبه إلى قبيلة الشايقية بالسودان مستدلاً على ذلك بشلوخ (وشم) كانت تستخدمه قبيلة الشايقية ويتكون من خطوط عرضية صغيرة ثلاث متوازية على كل من وجنتيه، بينما يذكر آخرون بأنه ينتمي إلى قبيلة الدناقلة النوبية فقد كان يتحدث اللهجة الدنقلاوية وتربى في بيت الملك طمبل ادريس ملك ارقو ببلاد النوبة في شمال السودان.
عُرف عن عنقرة كغيره من بعض كبار قادة المهدية بمصاهرة زعماء العشائر بمناطق السودان المختلفة التي أقام فيها كحاكم أوقائد، حيث ذكر بأنه تزوج خمسة عشرة مرة وانجب ما يفوق المائة من البنين والبنات.

## تدريبه العسكري
انضم النور عنقرة إلى الجيش التركي المصري بالسودان بعد أن تلقي تدريبه العسكري في مصر عام 1862 م، وعمل كجندي في فرقة الخيالة في حدود السودان الشرقية تحت قيادة موسى باشا حمدي، الذي عمل حكمدارا (حاكم عام) للسودان في الفترة من 1862 إلى 1865 م.

## انضمامه إلى الزبير باشا
تعرّ ف النور عنقرة على الزبير باشا رحمة، التاجر والسياسي السوداني المثير للجدل، في منطقة الحلفايا بالخرطوم، وترك الخدمة العسكرية ليرافق الزبير إلي منطقة بحر الغزال بجنوب السودان، ليعمل معه في التجارة، وكوّن جيشاً ضمّه إلي جيش الزبير وصار قائداً له وقد وصفه جاكسون في كتابه «العاج الأسود والأبيض» بالشجاعة الفائقة والمهارة في صيد الحيوانات المفترسة التي أظهرها خلال مرافقته للزبير باشا في إحدى رحلاته بجنوب السودان.

وعندما ساءت العلاقة بين الزبير باشا والحكومة المصرية التي قامت باعتقال الزبير وحجزه في مصر، تحالف النور عنقرة مع سليمان الزبير، نجل الزبير باشا ولكنه سرعان ما ترك التحالف بعد أن تشتت قوات سليمان.

## انضمامه إلى غوردون باشا
عاد النور عنقرة إلى صفوف الجيش التركي المصري وإنضم إلى غوردون باشا ومعه حوالي ألفي جندي من الجنود الموالين له. ورحب به غوردون واسبغ عليه رتبة قائمقام ثم تمت ترقيته لاحقاً إلى رتبة أميرالاي (رتبة عميد في الوقت الحالي)، ومنح لقب بك، فصار اسمه النور بك عنقرة. وأصبح حاكماً على منطقة كبكابية في دارفور، حيث تصدى لثورة السلطان هارون الذي كان يطالب بعرش سلطنة الفور وقضى عليها.

## تعيينه حاكما على بارا
أقام النور في بارا وتزوج من قبيلة الركابية فيها وعيّنه الأتراك قائداً على حامية بارا، وأثناء قيادته أغارت مجموعة من الأعراب على منطقة أسحف التابعة إدارياً لمدينة بارا وقتلوا عدداً كبيراً من سكانها ونهبوا المنطقة وعرفت الحادثة في التراث بـ«كتلة أسخف» أي مجزرة أسحف. تمكن النور من طرد الغزاة بعد أن قام بنقل النساء والأطفال إلى خندق كبير تم حفره في منطقة القيقر القريبة من بارا.

## إنضمامه إلى المهدية
حاصر انصار المهدي حامية بارا في عام 1882م، والتي كانت تحت قيادة النور عنقرة. وفي يناير / كانون الثاني من عام 1883، استسلم النور عنقرة لجيش المهدي وسلم الحامية إليهم، الأمر الذي لقي استحساناً كبيراً من المهدي، فأحسن استقباله وقام بتعيينه أميراً.

## انتصاراته العسكرية في حروب المهدية
قاد الأمير النور عنقرة قوات الجهادية السود، وهي إحدى فرق الجيش المهدي المدربة على السلاح الناري، واصطدم بالقوات البريطانية في غابة تعرف باسم الشبكات في الجبهة الشرقية على الحدود الحبشية السودانية واظهر براعة في عمليات الكّر والفّر وتمكن من اصابة قائد الفرقة البريطانية الجنرال استيوارت اصابة مميتة، واحتل مدينة المتمة. وجاء في كتاب «من أبا إلى تلهساي» في وصف تلك الأحداث بأنه «عندما دخل النور المتمة ليقود من بها من جيوش ويبعد المحاصرين عنها، استفاد من كل جدار وحجر بداخل المدينة وجعلها كخزينة عصيّة الكسر خطيرة الاقتراب، فدار حولها ويلسون (القائد البريطاني) وحاصرها بكل ما أوتي من قوة وأسلحة، فلم يجد بها منفذاً، وعندما إنهال عليهم النور بالحجارة ساخراً منهم، انبطحوا على الأرض لا يعرفون كيف الخروج من مصيدته. السماء وحدها هي التي أنقذتهم ساعتها، وساقت نحوهم قوات تحمل العلم الأحمر ذو الأهلّة والنجوم الثلاثة البيضاء».

## صفاته
وصف النور عنقرة بأنه كان شجاعاً وقوي البنية يتسم بالجرأة وعدم الخوف من ركوب المخاطر وبذلك نال اعجاب خليفة المهدي عبد الله التعايشي به. ومن القصص التراثية التي تروى عن ذلك أن النور كان يشرب الخمر في بداية عهده بالمهدية فوشيّ به البعض إلى الخليفة وأخبروه بأن النور عنقرة لايذهب إلى المسجد لصلاة الجمعة، وأنه لا يزال يشرب الخمر ويلهو مع النساء، فإستدعاه الخليفة ليسأله عن صحة ذلك. فقيل أن النور أخذ درعه وتمنطق سيفه وأمسك برماحه وامتطى ظهر حصانه وذهب إلى الخليفة وقال له: «لقد دعوتني.. فأين القتال الذي أذهب إليه يا خليفة المهدي». وسأله الخليفة قائلاً: «يا النور أنت لا تجيء لتصلي صلاة الجمعة وتشرب الخمر ويقمن النسوة بتدليك جسدك. فماذا أنت بقائل؟». فرد عليه النور: «يا خليفة المهدي، ألم أقل لك لا تدعوني للكلام الفارغ»، ورجع من مكانه إلى بيته تاركاً الخليفة مشدوهاً من رده. وفي رواية أخرى أن الخليفة أرسل إليه رسولاً شاباً يطلب حضوره للتأكد من الوشاية. أمر النور الرجل بالجلوس وأجبره على شرب الخمر معه حتى سكُر، ثم طلب منه أن يذهب إلى الخليفة ويبلغه برفضه المثول أمامه. وقف الرجل بعيداً عن مجلس الخليفة حتى لا يشتم رائحة السكر فيه وقال له: «سيدي، لقد رفض أبوي النور الحضور»، أدرك الخليفة حالة السكر في الشاب وقال له: «دعك من أبيك النور، تعال أنت اقترب»، خاف الرجل وأطلق العنان لساقيه.
وترددت مقولة أخرى مشهورة عن شجاعة النور نسبت أيضاً إلى الخليفة عبد الله التعايشي، حيث قيل، بأن الخليفة وصفه قائلاً: «النور لا يخاف من الله ولا يخاف مني». وفي رواية أخرى أن الخليفة قال أن«النور لا يخاف مني ولا يخشى أحد إلا لله».
وقد مدحه الشاعر والسياسي محمد أحمد محجوب في قصيدته عودة البطل التي نشرت في ديوانه (مسبحتي ودني) وقال عنه:
“النّورُ العَتِيدُ
يغِيرُ لَيْلاَ
يَدُّكُ الجَحَافَلَ
والحُصونَ” 
وقد أطلق اسم النور عنقرة على أحد أحياء مدينة القضارف، الذي كان قد عسكر فيه بجيشه وهو في طريقة إلى الجبهة الشرقية بالقلابات لدعم جيوش المهدية في حربها ضد أمبراطور الحبشة.
وخلافاً للروايات التي تشهد له بالشجاعة، فإن شخصية النور عنقرة لم تثر من الجدل وسط الكتّاب والمؤرخين على نحو ما أثير حول بعض قادة الثورة المهدية، بالرغم من أنه عمل في القوات التركية المصرية بالسودان وانضم إلى الزبير باشا، الشخصية المثيرة جدلاً وسط المؤرخين الإنجليز في حروبه في دارفور وبحر الغزال. ولعلّ النور أسر السودانيين بجسارته وجرأته على تحدي الحاكم، 
 
ممثلاً في شخصية الخليفة عبد الله التعايشي المهابة كما ذكر كثيرون، بسبب تشدده في أمور الدين والدولة.

## وفاته
عاش الأمير النور بك عنقرة حتى عام 1924 م، وتوفي بعد عمر شارف الثمانية والثمانين بعد معاناة من مرض ألم به وصف بأنه روماتيزم.